# إيدي فورديكرز
إيدي فورديكرز ، من مواليد 4 فبراير 1960، لاعب كرة قدم بلجيكي سابق.
لعب مع منتخب بلجيكا لكرة القدم.

## وصلات خارجية
- إيدي فورديكرز على موقع الاتحاد الأوربي (الإنجليزية)
- إيدي فورديكرز على موقع الاتحاد البلجيكي (الإنجليزية)
- إيدي فورديكرز على موقع قاعدة بيانات كرة القدم.إي يو (الإنجليزية)
- إيدي فورديكرز على موقع ناشيونال فوتبول تيمز (الإنجليزية)
- إيدي فورديكرز على موقع عالم كرة القدم.نت (الإنجليزية)